# 羽柴秀勝
羽柴秀勝（日语：／ Hashiba Hidekatsu，1568年—1586年1月29日）是安土桃山時代的武將，永祿11年生。他是織田信長的四男，後來做羽柴秀吉的養子，官至從三位中納言；幼名叫「於次」或「於次丸」，1579年時，成為當時還沒有兒子的羽柴秀吉養子，而之所以如此乃因為秀吉在織田家的軍功越來越高，而且很受信長信賴的關係。
1582年，織田信長死於本能寺之變，秀吉便以「信長四男」養父的名義，在政治上頗得發揮之處，於山崎之戰打著幫信長復仇的旗幟，成功以後，又主導負責辦理信長的喪禮，使秀勝在喪禮上護持信長的牌位。在重新分配織田領地的清洲會議上，秀勝得到明智光秀在京都一帶的舊領地，也得到丹波龜山城。惟此之後秀勝就因身體虛弱而纏綿病榻，於天正13年12月10日病逝。

## 秀勝之名始末
原本的親身兒子羽柴秀勝 (石松丸)于1576年夭折而無子嗣，1579年時，信長將其四男過繼為秀吉的養子。秀吉原本以織田氏出身的秀勝當他的後嗣者，並且可以得到一種大義名份，甚至可以立秀勝做織田家的繼承人。不過1585年，秀吉得到關白的地位，於是秀吉就再也不需要織田家的名份了。後來秀吉收自己的外甥做養子，一樣給他取名為「秀勝」（豐臣秀勝）。